# Palobbia
Il Palobbia è un torrente della Lombardia.
Nasce dalle montagne del Listino e del Galiner e dopo aver attraversato il comune di Braone, sfocia nel fiume Oglio, risultando uno dei suoi maggiori affluenti.

## Descrizione
L'acqua del torrente viene utilizzata per alimentare un torrente irriguo che attraversa l'abitato di Braone (denominato Re) e per produrre energia elettrica tramite apposte piccole centrali gestite da società specializzate.
Nel torrente viene regolarmente immessa la trote fario assegnata alle associazioni locali dalla Provincia di Brescia.